# Літійорганічний реагент
Літійоргані́чний реаге́нт (рос. литийорганический реагент, англ. organolithium reagens) — літійорганічна сполука, яка використовуються в органічному синтезі для введення літію в органічні сполуки (наприклад, н-бутиллітій, феніллітій різних концентрацій), для введення аліфатичних або ароматичних залишків, для генерації карбенів, трансметалювання, дегалогенування з метою утворення нових зв'язків тощо.